# Puchar Australii i Oceanii w narciarstwie dowolnym 2016
Puchar Australii i Oceanii w narciarstwie dowolnym 2016 początkowo miał rozpocząć się 5 sierpnia 2016 w australijskim Perisher w zawodach skicrossu. Jednak zawody zostały odwołane. Sezon więc rozpoczął się 30 sierpnia 2016 również w Perisher, ale w jeździe po muldach. Tegoroczny puchar zakończył się 15 września 2016 w nowozelandzkiej Cardronie.
Puchar Australii i Oceanii został rozegrany w 2 krajach i 4 miastach.

## Konkurencje
- MO = jazda po muldach
- DM = jazda po muldach podwójnych
- SX = skicross
- HP = Halfpipe
- SS = Slopestyle

## Kalendarz i wyniki ANC

### Mężczyźni
| Lp | Data             | Miejscowość  | Konkurencja | 1. miejsce       | 2. miejsce     | 3. miejsce           |
| -- | ---------------- | ------------ | ----------- | ---------------- | -------------- | -------------------- |
| 1. | 5 sierpnia 2016  | Perisher     | SX          | Odwołano         | Odwołano       | Odwołano             |
| 2. | 30 sierpnia 2016 | Perisher     | MO          | Mikaël Kingsbury | Joel Hedrick   | Rohan Chapman-Davies |
| 3. | 31 sierpnia 2016 | Perisher     | MO          | Odwołano         | Odwołano       | Odwołano             |
| 4. | 1 września 2016  | Hotham       | SX          | Tyler Wallasch   | Ippei Yoshigoe | Anton Grimus         |
| 5. | 1 września 2016  | Hotham       | SX          | Anton Grimus     | Tyler Wallasch | Daniel Rogers        |
| 6. | 3 września 2016  | Mount Buller | DM          | Brodie Summers   | James Matheson | Rohan Chapman-Davies |
| 7. | 13 września 2016 | Cardrona     | SS          | James Woods      | Finn Bilous    | Taisei Yamamoto      |
| 8. | 14 września 2016 | Cardrona     | SS          | James Woods      | Peter Raich    | Ryan Stevenson       |
| 9. | 15 września 2016 | Cardrona     | HP          | Taylor Seaton    | Nico Porteous  | Kim Kwang-jin        |

### Kobiety
| Lp | Data             | Miejscowość  | Konkurencja | 1. miejsce       | 2. miejsce       | 3. miejsce     |
| -- | ---------------- | ------------ | ----------- | ---------------- | ---------------- | -------------- |
| 1. | 5 sierpnia 2016  | Perisher     | SX          | Odwołano         | Odwołano         | Odwołano       |
| 2. | 30 sierpnia 2016 | Perisher     | MO          | Britteny Cox     | Mikaela Matthews | Andi Naude     |
| 3. | 31 sierpnia 2016 | Perisher     | MO          | Odwołano         | Odwołano         | Odwołano       |
| 4. | 1 września 2016  | Hotham       | SX          | Sami Kennedy-Sim | Tania Prymak     | Sachi Hirakawa |
| 5. | 1 września 2016  | Hotham       | SX          | Sami Kennedy-Sim | Tania Prymak     | Mazie Hayden   |
| 6. | 3 września 2016  | Mount Buller | DM          | Britteny Cox     | Pip Sparrow      | Nicole Parks   |
| 7. | 13 września 2016 | Cardrona     | SS          | Kelly Sildaru    | Yuna Koga        | Sarah Höfflin  |
| 8. | 14 września 2016 | Cardrona     | SS          | Kelly Sildaru    | Yuna Koga        | Sarah Höfflin  |
| 9. | 15 września 2016 | Cardrona     | HP          | Kelly Sildaru    | Saori Suzuki     | Yurie Watabe   |

## Klasyfikacje

### Mężczyźni
| Lp. | Zawodnik             | Punkty |
| --- | -------------------- | ------ |
| 1.  | James Woods          | 40     |
| 2.  | Tyler Wallasch       | 36     |
| 3.  | Anton Grimus         | 32     |
| 4.  | Finn Bilous          | 29.20  |
| 5.  | Brodie Summers       | 25.80  |
| 6.  | Taisei Yamamoto      | 25.60  |
| 7.  | Rohan Chapman-Davies | 24     |
| 7.  | James Matheson       | 24     |
| 9.  | Peter Raich          | 23.80  |
| 10. | Ryan Stevenson       | 23.60  |

| Lp. | Zawodnik         | Punkty |
| --- | ---------------- | ------ |
| 1.  | Tyler Wallasch   | 180    |
| 2.  | Anton Grimus     | 160    |
| 3.  | Ippei Yoshigoe   | 116    |
| 4.  | Daniel Rogers    | 110    |
| 5.  | Brant Crossan    | 90     |
| 6.  | Douglas Crawford | 76     |
| 7.  | Harry Laidlaw    | 74     |
| 8.  | William Payne    | 65     |
| 9.  | Justin Wallasch  | 53     |
| 10. | Jordan Thompson  | 52     |

| Lp. | Zawodnik             | Punkty |
| --- | -------------------- | ------ |
| 1.  | Brodie Summers       | 129    |
| 2.  | Rohan Chapman-Davies | 120    |
| 2.  | James Matheson       | 120    |
| 4.  | Mikaël Kingsbury     | 100    |
| 5.  | Matt Graham          | 90     |
| 6.  | Atsuki Shiratori     | 86     |
| 7.  | Joel Hedrick         | 80     |
| 8.  | Kanata Onobori       | 54     |
| 9.  | Thomas Rowley        | 50     |
| 10. | William Martin       | 40     |

### Kobiety
| Lp. | Zawodniczka       | Punkty |
| --- | ----------------- | ------ |
| 1.  | Kelly Sildaru     | 60     |
| 2.  | Britteny Cox      | 40     |
| 2.  | Sami Kennedy-Sim  | 40     |
| 4.  | Yuna Koga         | 37.20  |
| 5.  | Tania Prymak      | 32.00  |
| 6.  | Sarah Höfflin     | 24     |
| 7.  | Mazie Hayden      | 22     |
| 7.  | Sachi Hirakawa    | 22     |
| 9.  | Pip Sparrow       | 18.20  |
| 10. | Kathryn Alexander | 18     |
| 10. | Adie Lawrence     | 18     |
| 10. | Lilly Speiser     | 18     |

| Lp. | Zawodniczka             | Punkty |
| --- | ----------------------- | ------ |
| 1.  | Sami Kennedy-Sim        | 200    |
| 2.  | Tania Prymak            | 160    |
| 3   | Mazie Hayden            | 110    |
| 3   | Sachi Hirakawa          | 110    |
| 5.  | Lilly Speiser           | 90     |
| 6.  | Yolanda Fulton-Richmond | 76     |
| 6.  | Michael Gardner         | 76     |
| 8.  | Tomoko Hasegawa         | 64     |
| 9.  | Lauren Salko            | 55     |
| 10. | Julia Marino            | 29     |

| Lp. | Zawodniczka            | Punkty |
| --- | ---------------------- | ------ |
| 1.  | Britteny Cox           | 200    |
| 2.  | Pip Sparrow            | 91     |
| 3.  | Nicole Parks           | 86     |
| 4.  | Mikaela Matthews       | 80     |
| 5.  | Avital Shimko          | 74     |
| 6.  | Taylah Oneill          | 64     |
| 7.  | Andi Naude             | 60     |
| 8.  | Lane Stoltzner         | 56     |
| 9.  | Alex Jenson            | 54     |
| 10. | Jakara Anthony         | 50     |
| 10. | Maxime Dufour-Lapointe | 50     |